# Teresa Łukaszczyk-Karpińska

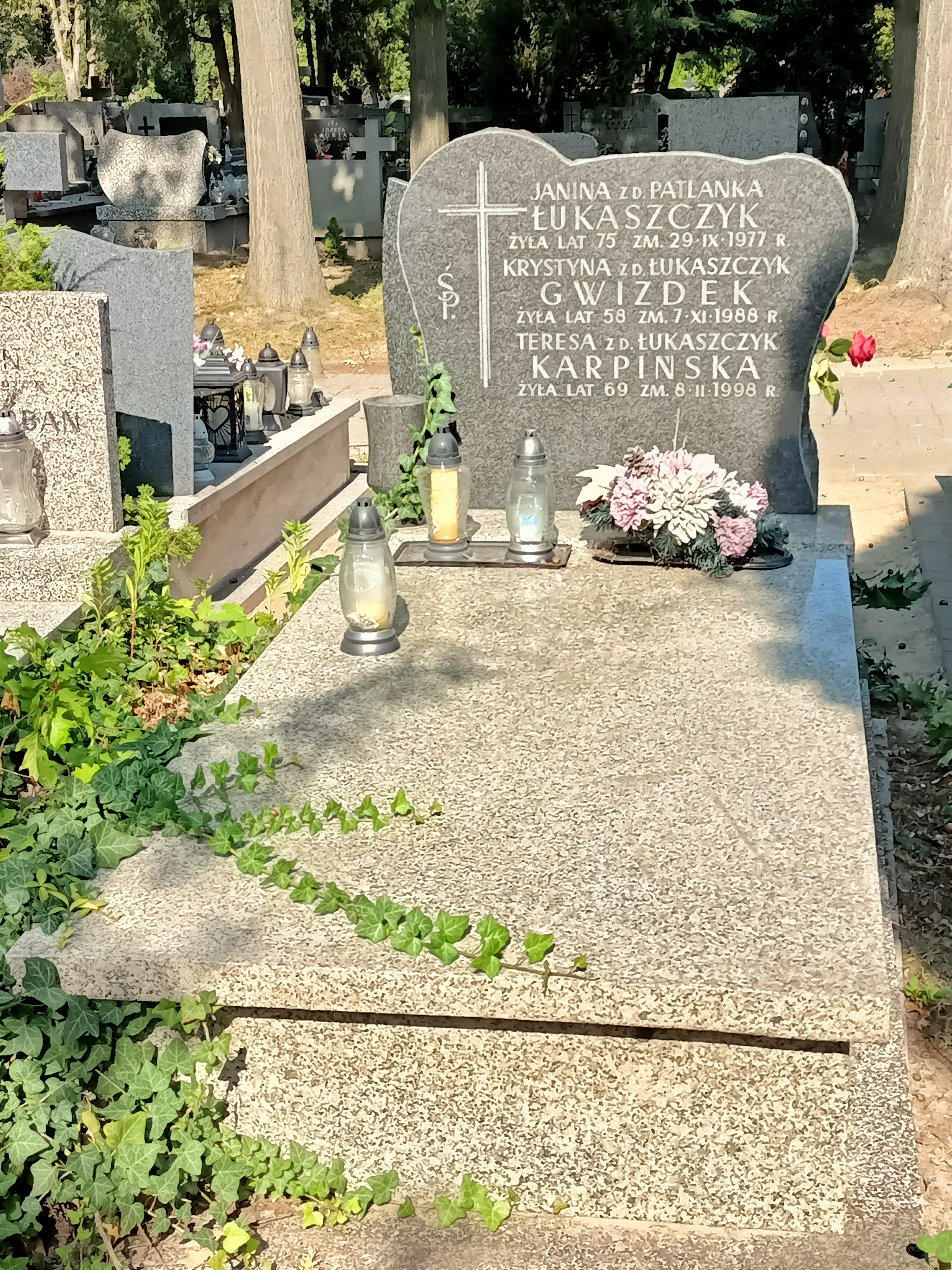
Grób Teresy Łukaszczyk-Karpińskiej na Cmentarzu Komunalnym Północnym w Warszawie

Teresa Łukaszczyk-Karpińska (ur. 21 sierpnia 1929 w Nowym Targu, zm. 8 lutego 1998) – polska inżynier rolnictwa, posłanka na Sejm PRL III kadencji.

## Życiorys
Uzyskała wykształcenie wyższe, z zawodu inżynier rolnictwa. Pracowała jako Kierownik Wydziału Rolnictwa i Leśnictwa Prezydium Powiatowej Rady Narodowej w Nowym Targu. Wstąpiła do Polskiej Zjednoczonej Partii Robotniczej, w 1961 uzyskała mandat posła na Sejm PRL w okręgu Nowy Sącz. W trakcie kadencji zasiadała w Komisji Rolnictwa i Przemysłu Spożywczego. W 1955 została odznaczona Medalem 10-lecia Polski Ludowej.
Została pochowana na Cmentarzu Komunalnym Północnym w Warszawie.